# Kościół w Ambla
Kościół w Ambla (est. Ambla kirik) – średniowieczny kościół w Ambla, pierwotnie katolicki, następnie protestancki. Najstarszy kościół w prowincji Järvamaa. Wpisany do rejestru zabytków Estonii pod nr 14952.

## Historia
W 1238 r. król Danii Waldemar II zawarł z Zakonem Krzyżackim pokój w Stensby, na mocy którego prowincja Jerwia (Järvamaa) pozostawała częścią państwa zakonnego, podczas gdy położone bardziej na północ ziemie estońskie weszły w skład Księstwa Estonii, domeny króla duńskiego. Traktat zakazywał zakonowi działań uderzających w interesy sąsiadów pozyskanej prowincji, w pierwszej kolejności w interesy duńskie, w tym m.in. zabraniał budowy fortyfikacji i zamków. Zakon nie zastosował się do tych postanowień, wznosząc zamek w Paide, stolicy prowincji, a w innych miejscowościach blisko granicy - obronne kościoły. Kościół Najświętszej Maryi Panny w Ambla został wzniesiony prawdopodobnie po zakończeniu prac nad wznoszeniem zamku w Paide, tj. w latach 60 i 70. XIII w.

## Architektura
Kościół w Ambla jest budowlą trójnawową, halową, orientowaną, z czworobocznie zamkniętym chórem od strony wschodniej i dzwonnicą od zachodu. Na elewacji zachodniej kościoła znajdowało się tylko jedno okrągłe okno (następnie zamurowane), podobnie na ścianie wschodniej; brak otworów okiennych na części ścian nadaje świątyni cechy budowli obronnej. Pozostałe okna, na ścianach północnej i południowej, są prostokątne i zwężone. 
Wnętrze kościoła sprawia wrażenie obszerności i monumentalności. Nawa główna kościoła płynnie łączy się z chórem i z pomieszczeniem na pierwszej kondygnacji dzwonnicy. Rozwiązanie takie, pierwszy raz zastosowane w kościele w Ambla, było następnie powtarzane w innych gotyckich świątyniach Järvamaa. Sklepienie kościoła wsparte jest na wysokich kolumnach z prostymi bazami i kapitelami, w stylu późnoromańskim, z motywem liści drzew.
We wnętrzu świątyni znajduje się XVII-wieczna ambona wykonana w pracowni Adama Pampe w Rewlu oraz ołtarz główny z 1599 r. autorstwa holenderskiego artysty osiadłego w Rewlu, Berenta Geistmanna. 